# 八王子市立浅川中学校
八王子市立浅川中学校（はちおうじしりつ あさかわちゅうがっこう）は、東京都八王子市初沢町にある市立中学校。

## 概要

### 学級規模
生徒数は1学年140名、2学年112
名、3学年108名、合計342名である（2023年9月1日現在）。

## 沿革
- 1947年（昭和22年） - 南多摩郡浅川町立浅川中学校として開校。
- 1959年（昭和34年） - 校名を八王子市立浅川中学校と改称。
- 1975年（昭和50年） - 陵南中学校新設により学区分割。

## 教育目標
- 自ら学び考え行動する生徒
- 豊かな心をもち、思いやりのある生徒
- 心身ともに健康で、たくましく生きる生徒

## 学区
八王子市は全域で学校選択制（一部を除く）を採用しているが、浅川小学校、東浅川小学校からの入学が多い。

## 特別支援教室 くりやま
- 本校は拠点校の一つになっており、障害の状態や、不登校傾向で拠点校の通級ならなんとか通える等、指導上必要な場合や指導効果が期待できる場合は、本学に通って指導を受ける。
- 発達障害（自閉スペクトラム症、注意欠如多動症、学習障害等）の児童・生徒が在籍校（巡回校）で指導を受ける。
  - 巡回校は、城山中学校・横山中学校・館小中学校中学部・第七中学校・長房中学校・陵南中学校・椚田中学校[2]。

## 所在地
- 東京都八王子市初沢町1370番地

## アクセス
- JR中央本線・京王高尾線 高尾駅から徒歩7分